# Цисек (річка)
Цисек (пол. Cisek) — річка в Польщі, у Рациборському й Кендзежинсько-Козельському повітах Сілезького воєводства. Ліва притока Одри (басейн Балтійського моря).

## Опис
Довжина річки приблизно 20,38 км, найкоротша відстань між витоком і гирлом — 16,57  км, коефіцієнт звивистості річки — 1,23.

## Розташування
Бере початок у селі Ястжемб'є ґміни Рудник. Тече переважно на північний схід через Дзєлави, Стеблув, Суковице і у селі Ландзмєж ґміни Цисек впадає в річку Одру.
Населені пункти вздовж берегової смуги: Воронін, Вітославице, Польська Церекев, Яборовице, Цисек.

## Цікаві факти
- Біля витоку річки у селі Ястжемб'є розташований замок родини Схрамек.
- На лівому березі річки в селі Польська Церекев розташований замок Фридерика фон Оперсдорфа.[2]